# شينري أونو
شينري أونو (باليابانية: 大野 榛里) (مواليد 26 سبتمبر 2002) هو لاعب كرة قدم ياباني.

## وصلات خارجية
- شينري أونو على موقع رابطة كرة القدم اليابانية للمحترفين (اليابانية)
- شينري أونو على موقع Soccerway.com (الإنجليزية)